# Giornata mondiale della gioventù 2027
La XLI Giornata Mondiale della gioventù si svolgerà a Seul, in Corea del Sud, dal 3 all'8 agosto 2027. È stata annunciata da papa Francesco al termine della messa conclusiva della Giornata Mondiale della Gioventù 2023 tenutasi a Lisbona, in Portogallo, mentre la data ufficiale di svolgimento è stata comunicata da papa Leone XIV al termine della messa del Giubileo dei giovani 2025. Sarà la seconda GMG a svolgersi in Asia, dopo quella di Manila 1995, nonché la prima a svolgersi in un paese a minoranza cristiana.

## Tema
Il 24 settembre 2024, il cardinale Kevin Joseph Farrell ha annunciato che il tema dell'evento sarà «Coraggio, io ho vinto il mondo» (Gv 16,33).

## Logo
Il 24 settembre 2024, insieme all'annuncio del tema, è stato lanciato anche il logo per la GMG del 2027. È stato progettato da Jin Su-hyeon, un ricercatore di 26 anni presso l'Istituto di ricerca artistica ambientale dell'Università di Hongik. Il logo è costituito dalla croce e dallo "ieung". I colori utilizzati sono il rosso, il blu e il nero. La croce raffigurata è costituta da due pennellate: il tratto rosso rappresenta "il martirio insanguinato", mentre il tratto blu rappresenta "l'energia della gioventù". Al centro della croce, una figura circolare (lo "ieung") richiama il tema della GMG di questa edizione raffigurando la gloria della vittoria di Gesù. Il colore nero nella tavolozza simboleggia il futuro misterioso che attende i giovani. Seoul, nel logo, è raffigurando usando l' "Hangul" ma presenta anche le tre lettere "WYD, a simboleggiare l'unità tra i giovani di tutto il mondo che si incontreranno tutti per l'occasione. Le pennellate del logo sono state ispirate dal dipinto "Inwang jesaekdo" dell'artista Gyeomjae Jeong Seon, vissuto nel tardo periodo Joseon. 